# Варево (Рашка)
Варево је насеље у Србији у општини Рашка у Рашком округу. Према попису из 2022. било је 1382 становника.

## Демографија
У насељу Варево живи 1192 пунолетна становника, а просечна старост становништва износи 38,0 година (38,0 код мушкараца и 38,0 код жена). У насељу има 466 домаћинстава, а просечан број чланова по домаћинству је 3,21.
Ово насеље је великим делом насељено Србима (према попису из 2002. године), а у последња три пописа, примећен је пораст у броју становника.
|  |

| Демографија | Демографија | Демографија |
| Година      | Становника  | Становника  |
| ----------- | ----------- | ----------- |
| 1948.       | 632         |             |
| 1953.       | 687         |             |
| 1961.       | 672         |             |
| 1971.       | 684         |             |
| 1981.       | 1.181       |             |
| 1991.       | 1.419       | 1.389       |
| 2002.       | 1.497       | 1.523       |

| Етнички састав према попису из 2002.‍ | Етнички састав према попису из 2002.‍ | Етнички састав према попису из 2002.‍ | Етнички састав према попису из 2002.‍ | Етнички састав према попису из 2002.‍ |
| ------------------------------------ | ------------------------------------ | ------------------------------------ | ------------------------------------ | ------------------------------------ |
|                                      |                                      |                                      |                                      |                                      |
| Срби                                 | Срби                                 |                                      | 1.481                                | 98,93%                               |
| Црногорци                            | Црногорци                            |                                      | 7                                    | 0,46%                                |
| Македонци                            | Македонци                            |                                      | 2                                    | 0,13%                                |
| Југословени                          | Југословени                          |                                      | 2                                    | 0,13%                                |
| Албанци                              | Албанци                              |                                      | 1                                    | 0,06%                                |
| непознато                            | непознато                            |                                      | 2                                    | 0,13%                                |

| Година пописа     | 1948. | 1953. | 1961. | 1971. | 1981. | 1991. | 2002. |
| ----------------- | ----- | ----- | ----- | ----- | ----- | ----- | ----- |
| Број домаћинстава | 114   | 126   | 137   | 176   | 324   | 411   | 466   |

| Број чланова      | 1  | 2   | 3  | 4   | 5  | 6  | 7 | 8 | 9 | 10 и више | Просек |
| ----------------- | -- | --- | -- | --- | -- | -- | - | - | - | --------- | ------ |
| Број домаћинстава | 63 | 103 | 86 | 141 | 42 | 26 | 3 | 0 | 1 | 1         | 3,21   |

| Пол    | Укупно | Неожењен/Неудата | Ожењен/Удата | Удовац/Удовица | Разведен/Разведена | Непознато |
| ------ | ------ | ---------------- | ------------ | -------------- | ------------------ | --------- |
| Мушки  | 614    | 164              | 414          | 31             | 4                  | 1         |
| Женски | 642    | 140              | 426          | 66             | 10                 | 0         |
| УКУПНО | 1.256  | 304              | 840          | 97             | 14                 | 1         |

| Пол    | Укупно                    | Пољопривреда, лов и шумарство | Рибарство                            | Вађење руде и камена | Прерађивачка индустрија       |
| ------ | ------------------------- | ----------------------------- | ------------------------------------ | -------------------- | ----------------------------- |
| Мушки  | 292                       | 15                            | 0                                    | 23                   | 88                            |
| Женски | 219                       | 4                             | 0                                    | 7                    | 76                            |
| УКУПНО | 511                       | 19                            | 0                                    | 30                   | 164                           |
| Пол    | Производња и снабдевање   | Грађевинарство                | Трговина                             | Хотели и ресторани   | Саобраћај, складиштење и везе |
| Мушки  | 9                         | 13                            | 28                                   | 12                   | 19                            |
| Женски | 4                         | 4                             | 30                                   | 11                   | 6                             |
| УКУПНО | 13                        | 17                            | 58                                   | 23                   | 25                            |
| Пол    | Финансијско посредовање   | Некретнине                    | Државна управа и одбрана             | Образовање           | Здравствени и социјални рад   |
| Мушки  | 2                         | 12                            | 24                                   | 2                    | 4                             |
| Женски | 3                         | 11                            | 6                                    | 7                    | 24                            |
| УКУПНО | 5                         | 23                            | 30                                   | 9                    | 28                            |
| Пол    | Остале услужне активности | Приватна домаћинства          | Екстериторијалне организације и тела | Непознато            | Непознато                     |
| Мушки  | 5                         | 0                             | 0                                    | 36                   | 36                            |
| Женски | 6                         | 0                             | 0                                    | 20                   | 20                            |
| УКУПНО | 11                        | 0                             | 0                                    | 56                   | 56                            |